# Новоселки (деревня, Коломенский городской округ)
Новоселки — деревня в Коломенском районе Московской области. Население — 16 чел. (2010).

## Расположение
Деревня Новоселки расположена в северной части Коломенского района, примерно в 16 км к северу от города Коломна. Через деревню протекает река Кепиковка. Высота над уровнем моря 126 м.

## История
До 2006 года Новоселки входили в состав Хорошовского сельского округа Коломенского района.

## Население
| 2002 | 2006 | 2010 |
| ---- | ---- | ---- |
| 6    | ↗9   | ↗16  |